# Stedelijk Gymnasium Breda
Het Stedelijk Gymnasium Breda is een Nederlandse openbare school voor gymnasiumonderwijs. De oude Romeinse en Griekse cultuur en taal nemen een belangrijke plaats in het onderwijs in. De school (uit 1887) is van oudsher (sinds 1899) gevestigd aan de Nassausingel, aan de noordwestelijke rand van het stadscentrum van Breda. In 2013 heeft de school op dezelfde locatie een nieuw gebouw betrokken.

## Geschiedenis
Als gevolg van de wet van Thorbecke op het middelbaar onderwijs van 1863 verdween in 1866 de Latijnse school die sinds de 15e eeuw als enige instituut in Breda het onderwijs had verzorgd dat noodzakelijk was om toegang te verkrijgen tot de universiteit. Op 12 september 1887, eenentwintig jaar na de opheffing van de Latijnse school, werd na een verzoekschrift van een aantal vooraanstaande ingezetenen van de gemeente Breda, besloten tot de oprichting van een gymnasium: het Gymnasium Bredanum. Een van de argumenten was dat “allen, die hunne zonen voor universitair onderwijs bestemmen, verplicht zijn ze op een leeftijd, dat het ouderlijk oog nog zoo scherp diende toe te zien, verre van huis en met betrekkelijke groote opofferingen, gymnasiaal onderwijs te doen genieten”. Vanaf 1899 werden ook meisjes toegelaten. In tegenstelling tot veel andere gymnasia (bijvoorbeeld het Erasmiaans gymnasium in Rotterdam en het Barlaeus Gymnasium in Amsterdam), is het Gymnasium Bredanum (inmiddels Stedelijk Gymnasium Breda geheten) geen directe opvolger van de Latijnse school, waardoor de bestaansgeschiedenis (voor een gymnasium) erg kort is. In vergelijking echter met andere scholen voor vwo in Nederland is de bestaansgeschiedenis uiterst respectabel. De klassieke talen Latijn en Grieks vormen de noodzakelijke basis van elk gymnasium, evenals het belang van het overdragen van wat ons uit het verleden als geestelijk erfdeel is nagelaten.
Rondom de tijd dat de school haar vijfde lustrum vierde, werd het voorstel gedaan het gymnasium op te heffen en samen te laten gaan met de erachter, aan de Nassaustraat, gelegen Rijks HBS Breda, ter vorming van een lyceum. Zover is het niet gekomen. In het gedenkboek ter gelegenheid van het 75-jarig bestaan in 1962 omschreef burgemeester Geuljans de waarde van de gymnasiale opvoeding als volgt: “De gymnasiast is meer dan een academicus in wording. Door zijn ontmoeting met de antieke wereld, met de oorsprong van de christelijke beschaving, is hij gerijpt tot een harmonisch denkend mens. De confrontatie met de eeuwige schoonheid van de beeldende kunst, met de onvergankelijke taal van de antieke dichters en schrijvers, met filosofie en wetenschap heeft hem gevormd en gestempeld.” In het gedenkboek ter gelegenheid van het 100-jarig bestaan in 1987 werd meermalen de vrees uitgesproken dat het gymnasium (in het algemeen gezien) het jaar 2000 niet zou halen.

## Vakken
Op het Stedelijk Gymnasium wordt anno 2011 het onderwijs verzorgd in de vakken: Latijn, Grieks, KCV (klassieke en culturele vorming), Nederlands, Frans, Engels, Cambridge Engels (Zie externe link onderaan), Duits, Spaans, geschiedenis, aardrijkskunde, Algemene Natuurwetenschappen (ANW), biologie, muziek (examenvak), tekenen (examenvak), filosofie, informatica, techniek, economie, wiskunde (A, B, C, D), natuurkunde, scheikunde, maatschappijleer en lichamelijke opvoeding.
Door maatregelen van overheidswege wordt ANW met ingang van schooljaar 2016-2017 niet meer aangeboden. 
In vroeger jaren (1948) stond ook Hebreeuws als keuzevak op het lesrooster en was het aantal wekelijkse lesuren in het vak Latijn tien.

## Gebouw
Het vorige gebouw van het Stedelijk Gymnasium, aan de Nassausingel in Breda, was bijna een eeuw oud en voldeed niet meer aan de eisen van deze tijd. Eerdere pogingen tot het verkrijgen van een subsidie voor een verbouwing van het gebouw liepen op niets uit. Het zou ongeveer 7,5 miljoen euro gekost hebben om het oude gebouw naar wens te renoveren. Daar wilde het gemeentebestuur niet aan meewerken. Gezocht werd naar andere oplossingen.  
Een van de mogelijkheden was een gefaseerde nieuwbouw, waarbij de school gedurende een jaar of zeven bezig was met het realiseren van nieuwbouw op de bestaande locatie. De school zou dan blijven draaien aan de Nassausingel terwijl daar ook gesloopt en gebouwd werd. 
Een andere optie die is overwogen, is een nieuw gebouw te bouwen in de in aanbouw zijnde wijk Nieuw Wolfslaar, nabij Bavel. Nadeel daarvan is de bereikbaarheid van de school; zij vervult immers een streekfunctie. De aanwezigheid van een treinstation en meerdere busverbindingen in de buurt is dan van levensbelang voor het voortbestaan van de school.

Uiteindelijk is er gekozen voor de optie om voor een jaar naar een andere locatie te verhuizen, zodat aan de Nassausingel gesloopt en gebouwd kon worden. Dat werd het inmiddels leegstaande gebouw van Van Cooth aan de Biesdonkweg 33 te Breda, een gebouw dat ooit werd gerealiseerd om 1400 leerlingen in praktijkvakken te kunnen herbergen. Aan één ding was in dat gebouw voor het Stedelijk Gymnasium geen gebrek: vierkante meters.
In juli 2012 (begin zomervakantie) is het bouwtraject gestart en heeft tot augustus van 2013 geduurd. In het schooljaar 2012 - 2013 (het 'bouwjaar') was het Stedelijk Gymnasium Breda dus gevestigd aan de Biesdonkweg 33 te Breda, om met ingang van het schooljaar 2013-2014 het nieuwe schoolgebouw te kunnen betrekken.
Het gebouw aan de Nassausingel is voorzien van een aula, een mediatheek, een collegezaal, een inpandig decoratief pluvium en een tuin. De gevel van het gebouw heeft een ‘stedelijke’ uitstraling met de drie kruizen van het gemeentelogo. Architectenbureau Rienks noemt de nieuwbouw "modern monumentaal met klassieke waarden uit de architectuur".

## Activiteiten
De schoolkrant voor leerlingen van het Stedelijk Gymnasium Breda heet Stulta Graviaque,  hetgeen ‘Dwaas en Serieus’ betekent.
De schoolkrant voor ouders heet Gravia. Elk lustrum wordt gevierd met allerlei activiteiten voor leerlingen en personeel, een lustrumweek en een reünie voor oud-leerlingen en oud-personeel.

## Rectoraat
| periode           | Rector                |
| ----------------- | --------------------- |
| 1887 - 1918       | Dhr. P. Hoekstra      |
| 1918 - 1926       | Dhr. A.J. Egelie      |
| 1926 - 1934       | Dhr. J. Niemeyer      |
| 1934 - 1951       | Dhr. P.H.G. Gunning   |
| 1951 - 1953       | Dhr. H.J.M. Broos     |
| 1953 - 1954       | Mw. P.J. Moens wnd    |
| 1954 - 1976       | Dhr. B.J. de Jonge    |
| 1976 - 1977       | Dhr. G. Schaafsma wnd |
| 1977 - 10/1995    | Dhr. G. Schaafsma     |
| 10/1995 - 12/2007 | Dhr. M.A.P. Oosterdag |
| 1/2008 - 2/2012   | Mw. K. Rogmans        |
| 2/2012 - 1/2013   | Dhr. N. de Vrede a.i. |
| 2/2013 - 2/2016   | Mw. H. Mulder         |
| 2/2016 - 8/2016   | Dhr. A.H.A. Moons wnd |
| 8/2016 - 8/2022   | Dhr. P. Breuer        |
| 8/2022 - heden    | vacant                |

## Leerlingenaantal
Sinds het midden van de jaren 50, maar vooral vanaf de jaren 70, van de vorige eeuw maakt het leerlingenaantal van de school een spectaculaire groei door. In zestig jaar tijds, van 1955-'56 tot 2015-'16, is het aantal vertienvoudigd van 90 naar iets meer dan 900. De groei is ook heel regelmatig: halverwege, in 1984-'85, werd het aantal van 500 gepasseerd. Bij de aanvang van het schooljaar 2018-2019 werd voor het eerst het duizendtal overschreden. 
| Schooljaar  | Aantal | Schooljaar  | Aantal | Schooljaar  | Aantal | Schooljaar  | Aantal |
| ----------- | ------ | ----------- | ------ | ----------- | ------ | ----------- | ------ |
| 1887 - 1888 | 29     | 1922 - 1923 | 44     | 1957 - 1958 | 105    | 1992 - 1993 | 625    |
| 1888 - 1889 | 32     | 1923 - 1924 | 51     | 1958 - 1959 | 119    | 1993 - 1994 | 650    |
| 1889 - 1890 | 38     | 1924 - 1925 | 58     | 1959 - 1960 | 131    | 1994 - 1995 | 636    |
| 1890 - 1891 | 49     | 1925 - 1926 | 59     | 1960 - 1961 | 132    | 1995 - 1996 | 622    |
| 1891 - 1892 | 53     | 1926 - 1927 | 65     | 1961 - 1962 | 145    | 1996 - 1997 | 637    |
| 1892 - 1893 | 52     | 1927 - 1928 | 59     | 1962 - 1963 | 154    | 1997 - 1998 | 654    |
| 1893 - 1894 | 45     | 1928 - 1929 | 69     | 1963 - 1964 | 163    | 1998 - 1999 | 680    |
| 1894 - 1895 | 48     | 1929 - 1930 | 70     | 1964 - 1965 | 175    | 1999 - 2000 | 683    |
| 1895 - 1896 | 45     | 1930 - 1931 | 70     | 1965 - 1966 | 171    | 2000 - 2001 | 691    |
| 1896 - 1897 | 45     | 1931 - 1932 | 74     | 1966 - 1967 | 168    | 2001 - 2002 | 683    |
| 1897 - 1898 | 41     | 1932 - 1933 | 73     | 1967 - 1968 | 185    | 2002 - 2003 | 684    |
| 1898 - 1899 | 41     | 1933 - 1934 | 79     | 1968 - 1969 | 190    | 2003 - 2004 | 714    |
| 1899 - 1900 | 45     | 1934 - 1935 | 79     | 1969 - 1970 | 197    | 2004 - 2005 | 751    |
| 1900 - 1901 | 39     | 1935 - 1936 | 81     | 1970 - 1971 | 213    | 2005 - 2006 | 797    |
| 1901 - 1902 | 37     | 1936 - 1937 | 82     | 1971 - 1972 | 232    | 2006 - 2007 | 838    |
| 1902 - 1903 | 34     | 1937 - 1938 | 81     | 1972 - 1973 | 232    | 2007 - 2008 | 883    |
| 1903 - 1904 | 39     | 1938 - 1939 | 71     | 1973 - 1974 | 261    | 2008 - 2009 | 903    |
| 1904 - 1905 | 43     | 1939 - 1940 | 69     | 1974 - 1975 | 291    | 2009 - 2010 | 927    |
| 1905 - 1906 | 50     | 1940 - 1941 | 74     | 1975 - 1976 | 322    | 2010 - 2011 | 931    |
| 1906 - 1907 | 52     | 1941 - 1942 | 72     | 1976 - 1977 | 363    | 2011 - 2012 | 835    |
| 1907 - 1908 | 47     | 1942 - 1943 | 71     | 1977 - 1978 | 391    | 2012 - 2013 | 820    |
| 1908 - 1909 | 56     | 1943 - 1944 | 81     | 1978 - 1979 | 422    | 2013 - 2014 | 850    |
| 1909 - 1910 | 65     | 1944 - 1945 | 90     | 1979 - 1980 | 436    | 2014 - 2015 | 887    |
| 1910 - 1911 | 64     | 1945 - 1946 | 93     | 1980 - 1981 | 453    | 2015 - 2016 | 928    |
| 1911 - 1912 | 59     | 1946 - 1947 | 94     | 1981 - 1982 | 456    | 2016 - 2017 | 970    |
| 1912 - 1913 | 61     | 1947 - 1948 | 82     | 1982 - 1983 | 477    | 2017 - 2018 | 997    |
| 1913 - 1914 | 53     | 1948 - 1949 | 85     | 1983 - 1984 | 493    | 2018 - 2019 | 1023   |
| 1914 - 1915 | 58     | 1949 - 1950 | 85     | 1984 - 1985 | 545    | 2019 - 2020 | 849    |
| 1915 - 1916 | 58     | 1950 - 1951 | 81     | 1985 - 1986 | 577    | 2020 - 2021 | 787    |
| 1916 - 1917 | 60     | 1951 - 1952 | 82     | 1986 - 1987 | 603    | 2021 - 2022 | 743    |
| 1917 - 1918 | 58     | 1952 - 1953 | 73     | 1987 - 1988 | 616    | 2022 - 2023 | 828    |
| 1918 - 1919 | 56     | 1953 - 1954 | 71     | 1988 - 1989 | 627    | 2023 - 2024 |        |
| 1919 - 1920 | 52     | 1954 - 1955 | 87     | 1989 - 1990 | 655    | 2024 - 2025 |        |
| 1920 - 1921 | 52     | 1955 - 1956 | 90     | 1990 - 1991 | 636    | 2025 - 2026 |        |
| 1921 - 1922 | 45     | 1956 - 1957 | 99     | 1991 - 1992 | 637    | 2026 - 2027 |        |

### Gedenkboeken
- Anoniem, Gedenkboek 1887-1962 ter gelegenheid van het 75-jarig bestaan van het Stedelijk Gymnasium Breda. Breda: Stedelijk Gymnasium, 1962
- P. Minnema et al., Stedelijk Gymnasium Breda. Gedenkboek ter gelegenheid van het 100-jarig bestaan 1887-1987. Breda: Stedelijk Gymnasium, 1987
- M. van Well, I. van Wees, René Martens, 125 jaar Stedelijk Gymnasium Breda 1887-2012. Breda: Stedelijk Gymnasium Breda, 2012